# Concerto per pianoforte e orchestra n. 2 (Čajkovskij)
Il Concerto per pianoforte e orchestra n. 2 in sol maggiore, op. 40 di Pëtr Il'ič Čajkovskij fu composto tra l'ottobre 1879 ed l'aprile 1880.

## Storia della composizione
Nel 1879 il Concerto per pianoforte e orchestra n. 1 di Čajkovskij era diventato molto popolare. Nikolaj Rubinštejn, dopo averlo pesantemente criticato all'inizio, lo aveva imparato ed eseguito, contribuendo alla sua notorietà. Čajkovskij, sentendosi in dovere di ricambiare, iniziò in ottobre a comporre un nuovo concerto per pianoforte mentre si trovava con la sorella a Kamenka, per dedicarlo proprio a Rubinštejn. Il lavoro andò avanti velocemente: per la primavera successiva il concerto era stato completato ed orchestrato. Nikolaj Rubinštejn espresse il desiderio di essere l'esecutore della prima del concerto, ma la morte, che lo colse nel marzo del 1881, impedì la realizzazione del suo proposito. La prima esecuzione ebbe quindi luogo il 12 novembre 1881 a New York: solista era Madeline Schiller, direttore d'orchestra Theodore Thomas. La prima esecuzione in Russia ebbe luogo a Mosca nel maggio del 1882, diretta da Anton Rubinštejn con Sergej Taneev, allievo di Čajkovskij, al pianoforte. Dopo la morte del compositore, un altro suo allievo, Aleksandr Ziloti, effettuò una revisione del concerto, che godette di una certa notorietà, nel 1897, eliminandone alcune parti.
Il secondo movimento del concerto contiene importanti parti solistiche per violino e violoncello (anch'esse furono rimosse nella revisione di Ziloti). Notevole è anche la separazione tra orchestra e solista, evidente soprattutto nel primo movimento.

## Utilizzi successivi
George Balanchine preparò il suo Ballet Imperial su questa partitura nel 1941; il balletto è tuttora presente nel repertorio di molte compagnie con il titolo di Tschaikovsky Piano Concerto No. 2.